# Lina Bill
Pour les articles homonymes, voir Bonnot.
Lina Bill, pseudonyme de Louis Bonnot, est un peintre français né le 6 janvier 1855 à Gruissan et mort le 26 août 1936 à Avignon.

## Biographie
(octobre 2013).
Fils d'un armateur aisé, et peu ou pas attiré par la mer, Louis Bonnot décide de consacrer sa vie à la peinture. Choisissant de représenter l'eau, la mer, la Provence et la Méditerranée, il prend le pseudonyme de Lina Bill et devient aquarelliste, bien que pratiquant également la peinture à l'huile.
Marié et ayant un enfant, il quitte sa famille, son village natal et s'installe à Toulon comme peintre et photographe durant les années 1880. En 1886, il quitte Toulon et se fixe à Avignon.
Lina Bill se présente comme élève de Vincent Courdouan et de Paul Saïn, avec qui il a travaillé en 1887.
1888 sera l'année de sa première participation au Salon des artistes français ou il présente Le Rhône à Avignon. Il habite alors à Avignon, et plus précisément dans le quartier de Monclar. En 1891, il obtient la mention honorable au Salon des artistes français avec le Village de Gruissan.
En 1894, il quitte Avignon pour aller à Marseille où s'installe au numéro 364 de la rue Paradis. 1895 verra son retour définitif à Avignon. Il repose au cimetière Saint-Véran (carré 26) de cette même commune.

## Œuvres dans les collections publiques
- Musée des beaux-arts d'Agen : Vue d'Agde
- Musée Calvet, Avignon :
  - Vue de la Cité de Carcassonne
  - Le Village de Gruissan
  - Marine des environs de Banyuls
- Musée des beaux-arts de Carcassonne : Les Martigues
- Musée Comtadin-Duplessis, Carpentras : "Sur la plage"
- Musée Goya, Castres :
  - Le Retour de pêche
  - Vue de Gruissan
- Musée municipal de Mont-de-Marsan[Lequel ?] : Matinée à Gruissan
- Musée d'art et d'histoire de Narbonne : Entrée du port de Marseille
- Musée Paul-Valéry à Sète : Bateaux de pêche - Sète, aquarelle
- Hôtel de Ville de Sanary : Le Port de Sanary
- Hôtel de Ville de Port-Vendres : Le Quai de Port-Vendres
- Ambassade de France en Turquie, Istamboul : Le Village de Gruissan[4]

## Sources
- Jean Lepage, Lina Bill, paysagiste méditerranéen, catalogue du musée d'art et d'histoire de Narbonne, 1985, 79 p.  (ISBN 2-905677-00-7)
- Eliane Aujard-Catot, Lina Bill, rétrospective 18 juin-7 octobre 1994, musée Louis Vouland-Fondation Louis Vouland, Avignon, 1994, 60 p.